# Kostel svatého Blažeje (Žerotín)
Kostel svatého Blažeje je pozdně barokní římskokatolický poutní kostelík v lokalitě Pacov u Žerotína. U kostela se nachází studna s barokním čtvercovým altánem s baldachýnem, jejíž léčivý pramen měl být podle jedné z místních pověstí důvodem pro vystavění kostela. Kostel byl vybudován v druhé polovině 17. století a přestavěn kolem roku 1800. Celá samota je památkově chráněna.

## Popis

### Kostel
Filiální kostel zasvěcený svatému Blažejovi je prostá, jednolodní orientovaná omítnutá stavba z lámané opuky bez ozdob. Má obdélníkový půdorys se seseknutými rohy kněžiště. Vnitřní prostory mají křížové klenutí tvořené třemi poli, které spočívají na dórských pilastrech. Rozměry vnitřních prostor jsou 13 na 6 metrů.

### Interiér
Kostelní lavice z 18. století byly kvalitně vykládané. Na hlavních dveřích spočíval 52 centimetrů dlouhý zámek, který byl velmi kvalitní prací z 18. století a v jehož prolamovaném štítku se nacházel rakouský orel. V roce 2001 byl interiér nezvěstný kvůli krádežím nebo poničený.

### Studánka
Nad vyvěrajícím pramenem studánky zvaným Poklad byl postaven barokní čtvercový altán s baldachýnem.

### Doprovodné stavby
Samota kromě kostelíka čítá ještě obytné doprovodné stavby.

## Pověsti a lidové podání
Na nejstarší historii kostela svatého Blažeje a jeho založení odkazují některé dochované lidové pověsti.

### Pověst o založení kostela jako dík za uzdravení syna
Václav Beneš Třebízský zachytil některé pověsti, které se váží k Pacovu a jeho okolí. Jedna vypráví o tom, že synovi  hraběte Jiřího Adama II. Martinice ze Smečna uvízla v krku rybí kost a zachránila ho až voda ze zdejší studánky. Napil se jí, kýchl a z krku mu kost vyskočila. Lidovou sbírku na postavení sochy svatého Blažeje, ochránce nemocí hrdelních, hrabě doplnil a na místě kříže, který ještě roku 1680 připomínal zaniklou vesnici Pacov, pak jako dík nechal postavit kostel svatého Blažeje.

### Pověst o založení kostelíka lakotným mlynářem
Jiná pověst zachycená Rudolfem Tschornem vypráví o lakomém mlynáři, který žil na pacovském mlýně v průběhu třicetileté války. Zatímco Švédové plenili okolní vesnice, klášter i hrad, mlynář Pacovák vnikl v převleku do sklepení kláštera a odnesl zlatý poklad klarisek. Bohatý a zlý mlynář si chtěl koupit obdiv a chválu a tak v době, kdy všude hořely vesnice, předměstí, kostely i kláštery, nechal vystavět u studánky kostelík. Kromě syna dědice měl jedinou dceru Blaženu, kostel tak dostal jméno svatý Blažej. Dceru mlynář přislíbil panu Sokolovi z Mor se sídlem ve Slavětíně, ten ale, poslední svého rodu a věrný nekatolík, odešel ze země, kde byl zatčen a carskými mu byl zabaven majetek. Do Čech se vrátil jako důstojník v saském vojsku a dcera byla natěšená na sňatek s pánem ze Slavětína, který jí otec sliboval v novém kostelíku. Jenže to se nezmínil, že půjde o jiného pána, Papasana z Mirndolu. Starý Protiva, hodný a soucitný pacovský sedlák svému jménu navzdory, o jejím trápení věděl a doufal, že přeruší svatbu tím, že naplní oltářní svíci střelným prachem a ta vybouchne. Na to se ale bohužel přišlo a kněz je navzdory vyhrocené situaci oddal. Nakonec ale nikoho nic dobrého nečekalo. Ženich zemřel brzy po svatbě, Blažena se vrátila do mlýna, který ale vyhořel a v jeho troskách později zemřel starý osamělý mlynář na mor. Syn se někde potuloval, někdo říkal, že se snad stal poustevníkem, dcera klariskou v Praze. A z vesničky Pacov nezbylo ani pár zdí, do kterých by se mohl někdo vrátit, celá lehla popelem. Ukradený poklad tak místo očekávaného štěstí, chvály a obdivu přinesl pouze neštěstí a zkázu.
Druhá verze příběhu z roku 1875 zachycená Třebízským v jeho povídce se liší v detailech. Švédové během třicetileté války přepadli obec Pacov a mlynář z tamějšího mlýna zvaného Pacov či Pacovák je poslal dobýt hrad Žerotín, jehož poklad ale sám z hradního sklepení později potají odcizil. Švédové zničili celou obec Pacov, mlynáře a jeho rodinu ale zachránil rytíř Adam Sokol z Mor. Ten se tou dobou tajně vrátil do svého kraje, když předtím musel po Bílé hoře uprchnout ze země. Za záchranu mu slíbil mlynář dceru Blaženku za ženu a jako dík Bohu nechal vystavět právě pacovský kostelík svatého Blažeje. Když se ale rytíř vrátil pro svou snoubenku, zjistil, že její otec porušil slib a ona už je zadaná cizáckému velmoži, žoldnéři Papazonimu. Rytíř se pak toulal nešťastný jako psanec. Při těch cestách se pak setkal se svým přítelem, starým Protivou, s kterým se ukrývali v chatrči ve strži. Když přišla svatba, Protiva převlečený za poustevníka naplnil velkou svíci střelným prachem, ale kostelník to při zapálení zjistil a výbuch byl překažen. Svatba tak proběhla a Papazoni si Blaženku odvezl na Slavětín. Papazoni ale brzy na to zemřel, lakotného mlynáře skolil mor a Blaženka vstoupila do řádu klarisek.

### Léčivá studánka
Podle lidového vyprávění vytéká léčivý pramen studánky zvaný Poklad, díky kterému podle jedné verze vznikl i samotný kostelík, přímo zpod oltáře kostela, kde jsou také ukryty zasypané krypty naplněné poklady včetně zlaté kvočny se dvanácti kuřaty.
Studánku navštěvují v současnosti často senzibilové. Ti objevili pomocí virgulí několik pramenů: pod Bílým vrchem, v poli mezi kostelem a nedalekou vsí Úherce a ve skalách nedaleko Pacova. Voda má údajně velmi pozitivní účinek na horní cesty dýchací a údajně obsahuje dvojmocný zinek. Lidé si často chodí vodu nabírat.
Podle jiných léčí studánka oční nemoci a nebo obtíže spojené s lidskou psychikou, jako je trudnomyslnost, deprese či neklid a špatná nálada. Někteří lidé přisuzují tyto účinky nedalekému chrámu v Panenském Týnci.

## Doložená historie

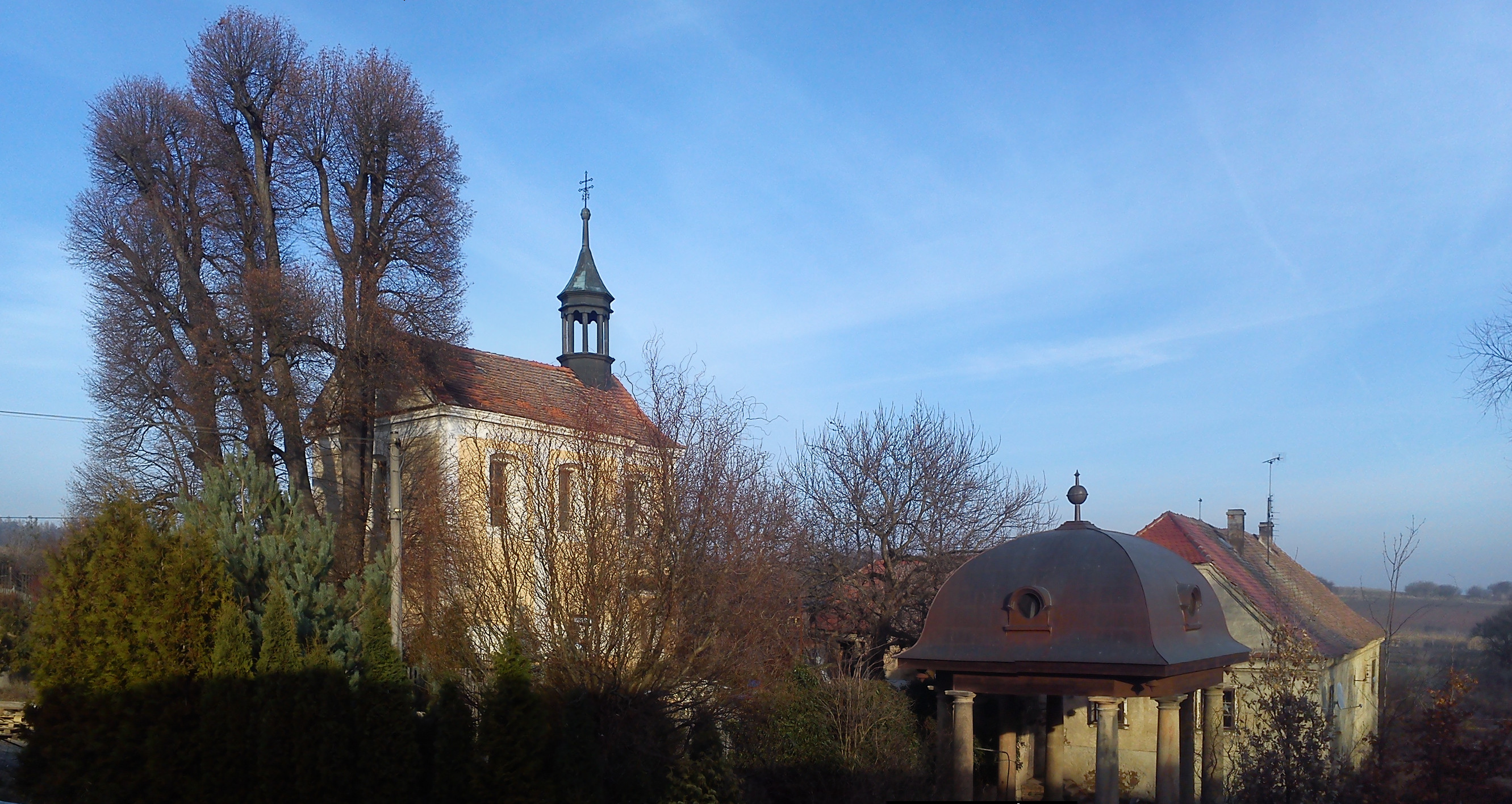
Samota s kostelem a studánkou

Kostel byl postaven v druhé polovině 17. století a více než po sto letech, okolo roku 1800 přestavěn. Oprava kostela proběhla roku 1932 a po ní zůstalo v jeho okolí velká spousta stavebního materiálu a sutě.

### Zničení interiéru
V roce 1989 koupil kostel společně s doprovodnými stavbami od Vladimíra Lukšíka Miroslav Janda, který se začal o objekty starat. O záměru koupit usedlost přitom řekl panu Lukšíkovi už ve svých 16 letech, což mu nakonec osud splnil. Po koupi vyvezl padesát tater a 70 avií stavebního odpadu a vysekal pozemek zarostlý bezinkami a kopřivami. Do roku 1992 opravil usedlost se záměrem vytvořit a provozovat v ní motorest. Od té doby se ale do doprovodných objektů začali stahovat zloději a jenom mezi lety 1992 a 2001 byly tyto objekty osmnáctkrát vykradeny. Zařízení hospody zmizelo úplně a z podnikatelského záměru sešlo.
Vykrádán byl také samotný kostel a ačkoliv například v roce 2001 vypadal z venku velice zachovale, uvnitř už bylo ukradeno vše, co šlo. Ukradené byly obrazy nebo historická kování, poničená byla okna i vrata. Vrata byla zahrazena traverzami. Majitel přitom ještě pamatoval dobu, kdy byl kostel funkční a vybavený církevními předměty, obrazy a oltářem s otáčecí plošinkou se soškou svatého.